# Eucir de Souza
Eucir de Souza (Guaxupé, 24 de maio de 1970) é um ator brasileiro.

## Biografia
Radicado em São Paulo desde o início da década de 1990, formou-se na EAD ECA/USP. Tem carreira notável no teatro, com cerca de 40 produções no currículo. Nos palcos, já foi dirigido por nomes como José Celso Martinez, Marco Aurélio, Mário Bortolloto, Naum Alves de Souza, William Pereira, Cibele Forjaz, Luiz Carlos Vasconcelos e Fernando Bonassi.
Eucir de Souza vem construindo também carreira no cinema, com atuações em curtas e longas. O curta mais importante em seu currículo é o clássico "Palíndromo", de Philippe Barcinzki. Nos longas, foi dirigido por Tata Amaral, Nereu Cerdeira e Eduardo Felistoque ("Soluços e Soluções"), Gustavo Steinberg ("Fim da Linha"), José Eduardo Belmonte ("Meu Mundo em Perigo" e "Se Nada Mais Der Certo"), Daniel Ribeiro ("Hoje Eu Quero Voltar Sozinho").
Meu Mundo em Perigo é seu filme mais importante. Eucir de Souza é Elias, homem em crise com a perda da guarda do filho, que se envolve em um acidente e com uma bela mulher interpretada por Rosanne Mulholland. Ainda no elenco, Milhem Cortaz e Justine Otondo. Por seu trabalho nesse filme, Eucir recebeu o Prêmio de Melhor Ator no 40º Festival de Brasília.
Eucir de Souza tem trabalhos também na televisão, em séries como Carandiru, Outras Histórias e Antônia, além da novela Bang Bang.

## Filmografia

### Televisão
| Ano           | Título                      | Personagem            | Notas                                    |
| ------------- | --------------------------- | --------------------- | ---------------------------------------- |
| 2005          | Carandiru, Outras Histórias | Delegado Alencar      | Episódio: "Love Story II"                |
| 2006          | Bang Bang                   | Fox                   | Episódios: "8 de março–4 de abril"       |
| 2009          | Som & Fúria                 | Paulo                 | Episódio: Banhado em Sangue              |
| 2011          | Força Tarefa                | Tenente Demétrio      | Temporada 3                              |
| 2012          | (fdp)                       | Juarez Gomes da Silva |                                          |
| 2012          | Louco por Elas              | Mauro                 | Episódio: "1 de maio"                    |
| 2014          | O Rebu                      | Brandão               | [ 2 ]                                    |
| 2015          | Os Experientes              | Daniel Toledini       | Episódio: "Folhas de Outono"             |
| 2015          | Acredita na Peruca          | Sebastian             | [ 3 ]                                    |
| 2017          | O Outro Lado do Paraíso     | Jonas Tavares         | Episódio: "23 de outubro"                |
| 2018          | Treze Dias Longe do Sol     | Major Ney Lopes       | Rede Globo                               |
| 2018          | Rua Augusta                 | Otávio                |                                          |
| 2018          | Carcereiros                 | Jaime                 | Episódio: "Ratos & Homens"               |
| 2018–19       | Jesus                       | Caifás                |                                          |
| 2021          | Gênesis                     | Eliézer               | Fase: Jornada de Abraão                  |
| 2021-presente | Insânia                     | Dr. César Schultz     | [ 4 ]                                    |
| 2023          | Terra e Paixão              | Ernesto               | Episódios: "01 de agosto–13 de setembro" |
| 2023          | Últimas Férias              | Júlio Velasco         |                                          |

### Cinema
| Ano  | Título                                     | Personagem             | Notas          |
| ---- | ------------------------------------------ | ---------------------- | -------------- |
| 1999 | Fim de Caso                                | Marido                 | Curta-metragem |
| 2000 | Através da Janela                          | Amigo de Raí           | [ 6 ]          |
| 2000 | Soluços e Soluções                         | Carlos Ramalho         |                |
| 2001 | Palíndromo                                 | Homem                  | Curta-metragem |
| 2001 | Do Amor                                    | Cúmplice do assaltante | Curta-metragem |
| 2001 | O Tempo dos Objetos                        | —                      | Curta-metragem |
| 2006 | 14 Bis                                     | Levavasseur            | Curta-metragem |
| 2007 | Meu Mundo em Perigo                        | Elias                  | [ 7 ]          |
| 2008 | Pelo Ouvido                                | Charlie                | Curta-metragem |
| 2009 | O Príncipe Encantado                       | Marido                 | Curta-metragem |
| 2009 | Salve Geral                                | Chico                  |                |
| 2009 | Se Nada mais Der certo                     | Diogo                  |                |
| 2009 | O Menino da Porteira                       | Otacílio               | [ 8 ]          |
| 2010 | Em Uma Noite Escura, As Rosas São Amarelas | Fábio                  | Curta-metragem |
| 2012 | Nove Crônicas para um Coração aos Berros   | Mecânico               |                |
| 2012 | O Gorila                                   | Ariosto                |                |
| 2013 | Anita e Garibaldi                          | Manuel Duarte          |                |
| 2014 | Hoje Eu Quero Voltar Sozinho               | Carlos                 |                |
| 2014 | Na Quebrada                                | Álvaro                 |                |
| 2016 | Elis                                       | Samuel                 |                |
| 2016 | Hector                                     | Pastor Carlos          |                |
| 2016 | Entre Idas e Vindas                        | —                      |                |
| 2016 | Ponto Zero                                 | Virgílio               |                |
| 2016 | Sal                                        | Sérgio                 | Curta-metragem |
| 2017 | Laura                                      | Ben                    |                |
| 2017 | Comeback: Um Matador Nunca se Aposenta     | Cineasta 2             |                |
| 2018 | A Repartição do Tempo                      | Lisboa                 | [ 9 ]          |
| 2018 | Todo Clichê do Amor                        | Afonso                 |                |
| 2018 | O Segredo de Davi                          | Carlos                 | [ 10 ]         |
| 2018 | Antes Que Eu Me Esqueça                    | Alceu                  | [ 11 ]         |
| 2018 | O Paciente - O Caso Tancredo Neves         | Dr. Freire             | [ 12 ]         |
| 2018 | O Doutrinador                              | Dep. Djalma Dias       |                |
| 2019 | Horácio                                    | Kaleb                  |                |
| 2022 | Diário de Viagem                           | Pai                    | [ 13 ]         |